# HD 79241
HD 79241，又名CD-38 5358，SAO 200084、HR 3656，是一颗恒星，视星等为6，位于銀經263.33，銀緯6.16，其B1900.0坐标为赤經9h 7m 47.1s，赤緯-38° 6.16′ 57″。